# Diocèse de Wakefield
Le diocèse de Wakefield est un ancien diocèse anglican de la Province d'York qui s'étendait sur le sud du Yorkshire de l'Ouest. Son siège était la cathédrale de Wakefield.
Il était créé en 1888 à partir du diocèse de Ripon.
Le diocèse se divisait en deux archidiaconés : Halifax et Pontefract.
En 2014 le diocèse fut dissout et fusionné avec le diocèse de Ripon et le diocèse de Bradford pour créer le Diocèse anglican de Leeds.